# Black Panther (film)
Black Panther er en amerikansk spillefilm instrueret af Ryan Coogler. Filmmanuskript er skrevet af Coogler og Joe Robert Cole og er baseret på en tegneserie af Jack Kirby og Stan Lee.

## Medvirkende
- Chadwick Boseman som T'Challa / Black Panther
- Michael B. Jordan som Erik Killmonger
- Lupita N'yongo som Nakia
- Danai Gurira som Okoye
- Martin Freeman som Everett K. Ross
- Daniel Kaluuya som W'Kabi
- Letitia Wright som Prinsesse Shuri
- Winston Duke som M'Baku
- Forest Whitaker som Zuri
- Angela Bassett som Ramonda
- Sterling K. Brown som N'Jobu
- Andy Serkis som Ulysses Klaue / Klaw
- Sebastian Stan som Bucky Barnes
- Stan Lee som Tørstig kasinogæst

## Soundtrack
Soundtracket til Black Panther, blev skrevet af Kendrick Lamar.